# 斯捷潘·彼得里琴科

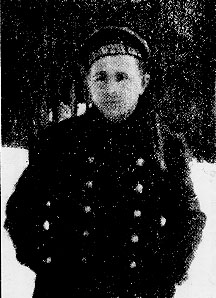
斯捷潘·彼得里琴科

斯捷潘·马克西莫维奇·彼得里琴科（羅馬化：Stepan Maksimovich Petrichenko；1892年—1947年6月2日），俄羅斯革命家、政治家、無政府主義者。
彼得里琴科出生在卡盧加省的一個農民家庭，兩歲的時候，一家人搬遷到葉卡捷琳諾斯拉夫省的亞歷山德羅夫斯克（今烏克蘭扎波罗热）。從學校畢業後，他成為一名煉鐵工人。1913年加入俄羅斯海軍，在波羅的海艦隊彼得巴甫洛夫斯克號戰列艦上服役。
二月革命期間，他隨艦停泊於愛沙尼亞的納爾根島（今奈斯岛）。1917年12月，「水兵及建设者蘇維埃共和國」成立，彼得里琴科出任主席。他與布爾什維克及德意志帝國進行戰鬥，協助波羅的海艦隊於2月26日向赫爾辛基的方向撤離了奈斯岛，並從那裡撤退到喀琅施塔得。
1919年，彼得里琴科本人加入了俄羅斯共產黨（布爾什維克），但後來退黨。1920年夏天，他在內斯托爾·馬赫諾的批准下回到家鄉。他不是波羅的海艦隊的職業軍官，當他負責指導艦隊時，他是彼得巴甫洛夫斯克號戰列艦的工程師。
1921年3月7日，彼得里琴科領導了喀琅施塔得起義，擔任喀琅施塔得公社事實上的領導人。起義在3月17日被托洛茨基鎮壓。彼得里琴科沿著冰上逃往芬蘭，繼續煽動反對布爾什維克。他滯留芬蘭多年，至1940年芬蘭與蘇聯爆發冬季戰爭時，由於支持蘇維埃集團與芬蘭政府發生衝突，因而被捕。1945年，他被驅逐到蘇聯，並立刻被捕，押送弗拉基米尔监狱，不久後在那裡逝世。